# Oscar-díj
Az Oscar-díj (hivatalos angol nevén Academy Award) az Egyesült Államok legrangosabb filmművészeti díja, amelyet a Filmművészeti és Filmtudományi Akadémia (AMPAS) ad ki több kategóriában 1929 óta.
A díjakat látványos gála keretében minden év februárjában (általában a hónap utolsó vasárnapján) adják át Hollywoodban – 2002 előtt Los Angelesben (korábban néhányszor New Yorkban is rendeztek gálát). A számos kategória jelöltjei az előző évben bemutatott filmek alkotói közül kerülnek ki, az Akadémia állítja fel a jelöltek listáját, a technikai kategóriákban három, a többi kategóriában öt jelöltet választanak ki, kivétel a Legjobb film kategória, melyben 2010-től 10 jelöltet választanak ki. A jelöltekre az akadémia tagjai szavazhatnak. Az eredményeket rendkívüli titoktartás mellett összesítik és őrzik a díjátadás pillanatáig.
A díjátadás estéjén a meghívott vendégek zene és ováció kíséretében bevonulnak a vörös szőnyegen a Dolby Színházba (2012-ig Kodak Színház). Az estélyen a sztárok híres divattervezők pompás ruhakölteményeit öltik magukra. Az eseményt több száz televíziós csatorna sugározza az egész világon.

## Története
Az egyes kategóriák megnevezése időnként változott, de az első díjátadón kettő is volt, amely eltért a későbbiektől: a legjobb film megjelölése Best Picture, Unique and Artistic Production volt (azaz „egyedi és művészi produkció”); az Engineering Effects a technikai díjak előfutára, 1930-ban nem osztottak ilyet (de hangmérnökit igen), 1931-ben pedig bevezették a Scientific and Engineering és a Technical Achievement kategóriákat. Az 1929-es év kategóriái között még szerepelt a Title Writing, azaz a némafilmekben feltűnő feliratok írása. Szintén az első évben különdíjat kapott a legjobb vígjáték és dráma rendezője.
Az első 15 díjátadó ünnepség a Hollywood Roosevelt Hotelben, majd az Ambassador és a Biltmore szállodáknál került megrendezésre. Az érdeklődés növekedésével egyre nagyobb tömeget vonzott a rendezvény, így 1942 után a fokozott látogatottság és a II. világháború használhatatlanná tette a helyszíneket. Az ünnepség ekkor színházakba költözött. 1953. március 19-én közvetítették először a bemutatást, hollywoodi RKO Pantages Színházból. További helyszínváltások következtek, míg végül Los Angeles és New York után 2001-ben a díjátadás visszatért Hollywoodba, a 3400 üléssel rendelkező Kodak Színházba.
Az átadás látványos gála keretében történik, a filmipar legjobbjai több kategóriában kerülhetnek jelölésre, és vehetik át az arany-szobrocskát.
Évekig változott, hogy az Oscar nyerteseinek nevét közzé tegyék-e az átadást megelőzően, vagy sem, míg végül az Akadémia 1941 óta használja a zárt borítékos megoldást.
Az első ünnepségen 15 szobrocskát osztottak ki az 1927 és 1928-as eredményekért. Az első, a legjobb színésznek járó díjat az elismert német tragédiaíró, Emil Jannings kapta.
Az első díjátadás a média jelenléte nélkül zajlott, míg a második évben olyan lelkesedés várta az ünnepséget, hogy egy egyórás élő rádióadás közvetítette az eseményt. Az első televíziós közvetítés 1953-ban volt, ekkor milliók kísérték figyelemmel az ünnepséget a képernyőkön keresztül Amerikából és Kanadából. 1966-ban már színesben nézhették a televízió-nézők ugyanezt, 1969-re már több mint 200 országban közvetítették a ceremóniát.

## A szobor
Az első díjkiosztón még senki sem tudta a szobor nevét. Oscar végső elfogadott alakját George Stanley öntötte agyagba, azután bronzba és takarta be 24 karátos arannyal. A szoborból 12 példányt készített. Ötszáz dollárral honorálták a munkáját. 1931-ben született meg a szobor neve. Az anekdota szerint Margaret Herrick, az Amerikai Filmakadémia első könyvtárosa legelső munkanapján körbejárta a házat, és közelről megvizsgálta a kis szobrocskát. Nézegetés közben rájött, hogy a szobor nagyon hasonlít nagybátyjára, a texasi Oscar Pierce-re.
2000-ben a díjátadó előtt eltűntek a szobrok, egy szegény ember találta meg őket a szemétben, három szobor kivételével. Az Oscarokat visszaszolgáltatta az Akadémiának, amit az AMPAS hálából 2 tiszteletjeggyel jutalmazott.
Évente 50 szobrot készítenek 12 ember munkája segítségével. A szobor tömege 3,856 kg, magassága 34,3 cm. Előállítási ára korábban 400 dollár körül járt, de az aranyárak emelkedése miatt 2008-ban már körülbelül 500 dollárra nőtt. A jelentősebb kategóriákban győzteseknek átadott szobrok eszmei értéke viszont természetesen dollár-százezrekben mérhető. Az Amerikai Filmakadémia 1950 óta eleinte kérte, később már előírta, hogy a díjazottak a szobrot nem adhatják el, de a gyűjtők számos ennél régebbi díjat szereztek már meg árverésen.

## A díjátadás éjszakája
A nagydíjakat élő televíziós adásban osztják ki februárban vagy márciusban, 6 héttel a jelölések bejelentése után. Az extravagáns show során a meghívottak a legfelkapottabb divattervezők legdrágább ruhakölteményeiben lépnek a vörös szőnyegre. Az Akadémia becslései szerint évente mintegy 1 milliárdan kísérik figyelemmel az eseményt.
Egy 2006-os Jon Stewart-interjúban, a The Daily Show-ban Roger Ebert filmkritikus inkább 40 millió körülire becsülte a nézők számát. Az Akadémia éves költségvetését teljes egészében az esemény reklámbevételei adják.
A ceremóniát 1976-ig az NBC közvetítette, később pedig az ABC. Az Oscar-gála az egyetlen díjkiosztó amit élőben közvetítenek az USA teljes területén; általában a show-kat keleten élőben adják, nyugaton pedig 3 órával késleltetve.
Miután több mint 50 évig késő márciusban vagy kora áprilisban tartották a ceremóniát, 2004-től kezdve az időpont átkerült késő februárra vagy kora márciusra, valószínűleg azért, hogy elkerüljék az ütközést egyéb médiaeseményekkel, mint például az NCAA kosárlabda bajnokság.

## Jelölés
A mostani szabályozás szerint a jelölendő filmnek a megelőző naptári év valamelyik napján kell forgalomba kerülnie Los Angelesben. A filmnek el kell érnie a 40 perces („feature-length”) hosszúságot a kvalifikációhoz (kivéve a rövidfilmes díjaknál). A filmnek hozzáférhetőnek kell lennie 35 mm-es vagy 70 mm-es filmen vagy egy 24/48 fps-es progressive scan digitális filmen legalább 1280×720 pixel felbontásban.
Az Akadémia különböző tagozatai a saját területükön adhatnak le jelöléseket, ugyanakkor minden Akadémia-tag jelölhet A legjobb film kategóriában filmeket. Győzteseket a szavazás második fordulója után hirdethetnek, amikor is minden tag minden kategóriában szavazhat a jelöltekre.

## Helyszínek

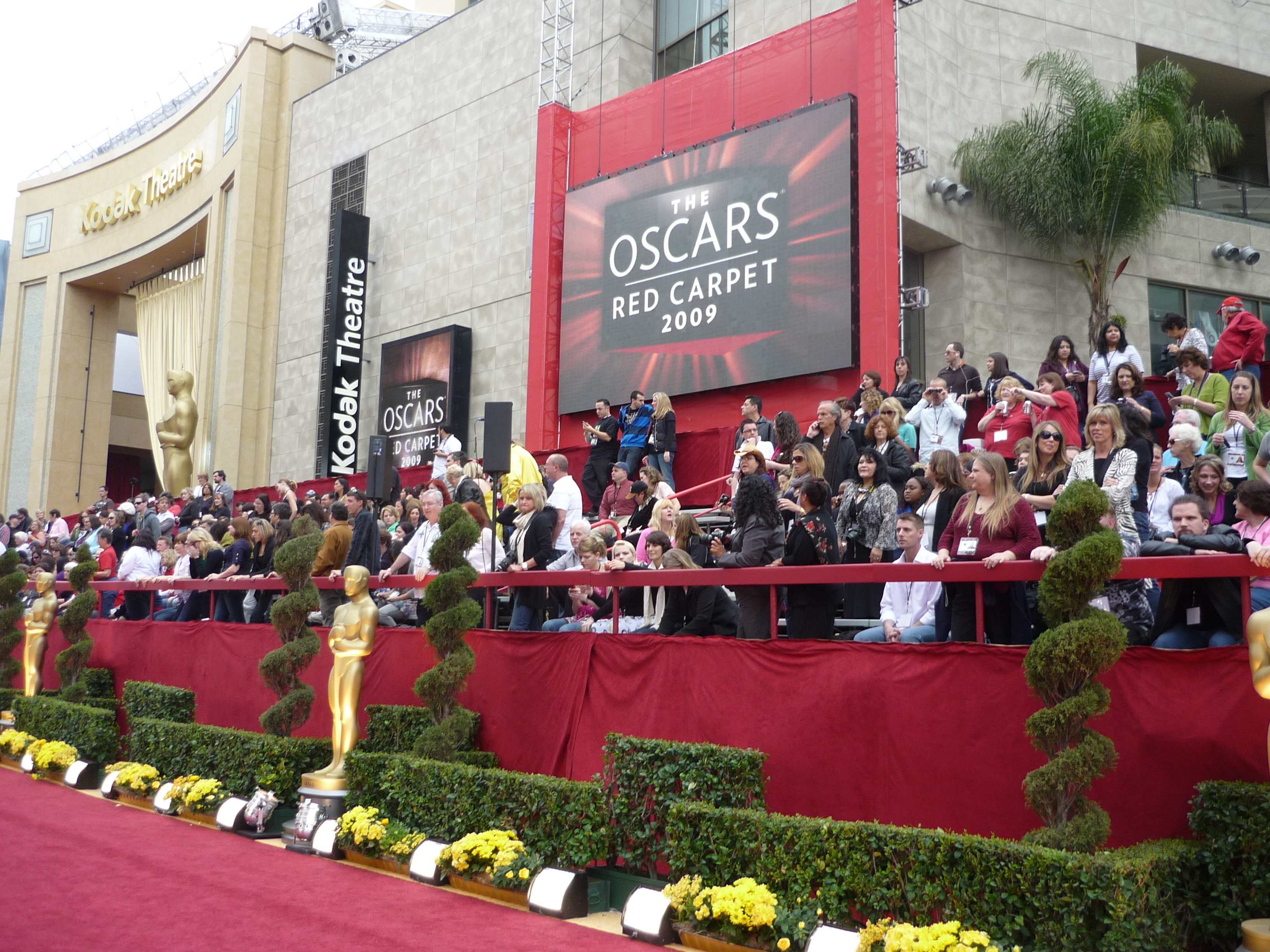
A Dolby Színház az Oscar-gála helyszíne volt 2009-ben

1929-ben az első Oscar-gála egy ünnepi vacsora keretében került megrendezésre a Hollywood Roosevelt Hotelben. 1930-tól 1943-ig az eseményt váltakozva két helyszínen tartották: az Ambassador Hotelben a Wilshire Boulevard-on, és a Biltmore Hotelben Los Angeles belvárosában.
Ezután 1944-től 1946-ig a Grauman’s Chinese Theatre, majd 1947-től 1948-ig a Shrine Auditorium szolgált a díjátadó gála helyszínéül. A 21. Oscar-gálát 1949-ben Hollywoodban, a Melrose Avenue-n található Academy Award Theatre-ben tartották, amely a Filmművészeti és Filmtudományi Akadémia központja is volt egyben.
1950-től 1960-ig a hollywoodi Pantages Theatre-ben adták át a díjakat. A gála 1961-ben a kaliforniai Santa Monica Civic Auditoriumba költözött. 1969-ben az akadémia a gálát Los Angelesbe helyezte vissza, ezúttal a Dorothy Chandler Pavilionba, amely a Los Angeles County Music Centerben található.
2002-től a Kodak Színház (napjainkban Dolby Színház) az esemény helyszíne.

## Kategóriák
Az Oscar első évében a legjobb rendező díja ketté volt választva dráma és vígjáték kategóriákra. Néhány alkalommal a legjobb eredeti filmzene is külön futott drámai, illetve vígjáték/musical kategóriákban. Jelenleg a legjobb eredeti filmzene egyetlen kategóriát alkot. Az 1930-as évektől az 1960-as évekig az operatőri, látványtervezői és sminkes díjakat külön osztották a fekete-fehér és a színes filmeknél. 2028-ban, a 100. Oscar-gálán vezetik be a legjobb kaszkadőr-koreográfia kategóriáját, a 2027-ben gyártott filmekkel kezdődően.

### Jelenlegi díjak
Az Akadémia minden évben az alábbi kategóriákban osztja ki az Oscar-díjakat
| Kategória                       | Eredeti elnevezés                                                     | Alapítva |
| ------------------------------- | --------------------------------------------------------------------- | -------- |
| legjobb film                    | Best Motion Picture of the Year / Best Picture                        | 1929     |
| legjobb rendező                 | Best Achievement in Directing                                         | 1929     |
| legjobb férfi főszereplő        | Best Performance by an Actor in a Leading Role                        | 1929     |
| legjobb női főszereplő          | Best Performance by an Actress in a Leading Role                      | 1929     |
| legjobb férfi mellékszereplő    | Best Performance by an Actor in a Supporting Role                     | 1937     |
| legjobb női mellékszereplő      | Best Performance by an Actress in a Supporting Role                   | 1937     |
| legjobb eredeti forgatókönyv    | Best Writing, Screenplay Written Directly for the Screen              | 1941     |
| legjobb adaptált forgatókönyv   | Screenplay – based on material from another medium                    | 1929     |
| legjobb operatőr                | Best Achievement in Cinematography                                    | 1929     |
| legjobb látványtervezés/díszlet | Best Achievement in Art Direction                                     | 1929     |
| legjobb jelmeztervezés          | Best Achievement in Costume Design                                    | 1949     |
| legjobb vágás                   | Best Achievement in Editing                                           | 1935     |
| legjobb vizuális effektusok     | Best Achievement in Visual Effects                                    | 1940     |
| legjobb smink                   | Best Achievement in Makeup                                            | 1982     |
| legjobb eredeti filmzene        | Best Achievement in Music Written for Motion Pictures, Original Score | 1935     |
| legjobb eredeti dal             | Best Achievement in Music Written for Motion Pictures, Original Song  | 1935     |
| legjobb animációs film          | Best Animated Feature Film of the Year                                | 2002     |
| legjobb animációs rövidfilm     | Best Short Film, Animated                                             | 1932     |
| legjobb rövidfilm               | Best Short Film, Live Action                                          | 1932     |
| legjobb dokumentumfilm          | Best Documentary, Features                                            | 1942     |
| legjobb rövid dokumentumfilm    | Best Documentary, Short Subjects                                      | 1943     |
| legjobb nemzetközi játékfilm    | Best International Feature Film                                       | 1947     |
| legjobb hang                    | Best Sound                                                            | 2020     |

#### Speciális díjak
Az alábbi díjakat nem rendszeresen ítélik oda.
| Kategória                      | Eredeti elnevezés                     | Alapítva  |
| ------------------------------ | ------------------------------------- | --------- |
| Életműdíj                      | Honorary Award                        | 1929      |
| Irving G. Thalberg-emlékdíj    | The Irving G. Thalberg Memorial Award | 1938      |
| Jean Hersholt Humanitárius Díj | Jean Hersholt Humanitarian Award      | 1957      |
| Különleges Oscar-díj           | Special Achievement Award             | 1973      |
| Ifjúsági Oscar-díj             | Juvenile Award                        | 1935–1961 |
| Diák Oscar-díj                 | Student Academy Award                 | 1973      |

#### Tudományos és Technológiai díjak
Az alábbi díjakat nem rendszeresen ítélik oda.
- Gordon E. Sawyer-díj – 1982
- John A. Bonner Medal of Commendation – 1978
- Oscar-Nívódíj (I. osztály) – 1931
- Tudományos és Mérnöki díj (II. osztály) – 1931
- Oscar Műszaki-díj (III. kategória) – 1931

### Múltbéli díjak
- legjobb segédrendező – 1933–1937
- legjobb koreográfus – 1935–1937
- Best Engineering Effects – 1929
- legjobb rövidfilm – színes – 1936–1937
- legjobb rövidfilm – vígjáték – 1932–1935
- legjobb rövidfilm – élő akció – kéttekercses – 1936–1956
- legjobb rövidfilm – újdonság – 1932–1935
- legjobb eredeti történet – 1929–1957
- legjobb némafilm-felirat – 1929
- legjobb egyedi és művészi alkotás – 1929
- legjobb filmzene – Adaptáció vagy feldolgozás
- legjobb hangvágás – 1963–2019[* 1]
- legjobb hangkeverés – 1929–2019[* 1]

## Érdekességek
- Az Oscar-díj eddigi történelme során a legtöbb díjat nyert személy Walt Disney volt, aki 26 alkalommal részesült az elismerésben.[10] Őt Cedric Gibbons és Iain Neil követi 11 díjjal és Farciot Edouart 10 díjjal.
- A legtöbb jelölést, összesen 62-t, a Metro-Goldwyn-Mayer filmstúdió kapta. Walt Disney-t 59-szer, John Williamset 45-ször és Alfred Newmant 43 alkalommal jelölték.[11]
- A legtöbb díjat elnyert film címén – 11 Oscar-díjjal – három alkotás osztozik: Ben-Hur (1959), Titanic (1997) és A Gyűrűk Ura: A király visszatér (2003).
- Több olyan díjazott is van, akik minden jelölés alkalmával elnyerték az Oscart. Közülük a legtöbbet Mark Berger és Glen Robinson kapta, akik 4 jelölésből 4 díjat nyertek.
- Az öt fő kategória (legjobb film, legjobb rendező, legjobb eredeti/adaptált forgatókönyv, legjobb férfi és női főszereplő) mindegyikét csak három film nyerte el: Ez történt egy éjszaka (1934), Száll a kakukk fészkére (1975) és A bárányok hallgatnak (1991)
- A legtöbb sikertelen jelöléssel rendelkező alkotó: Kevin O’Connell (20 jelölés), Roland Anderson és Alex North[12] (15 jelölés), George Folsey (13 jelölés).
- Mindössze öt film van, mely 4 vagy több jelölésből minden díjat elnyert: A Gyűrűk Ura: A király visszatér (2003) 11 díj, Gigi (1958) 9 díj, Az utolsó császár (1987) 9 díj, Ez történt egy éjszaka (1934) 5 díj, Mátrix (1999) 4 díj
- A rendezők között a legtöbb díjat John Ford nyerte, aki 4 szobrocskával büszkélkedhetett. Őt követik – három díjjal – Frank Capra és William Wyler. Wylert jelölték a legtöbbször a díjra, mint a legjobb rendező: összesen tizenkét alkalommal.
- A legtöbb díjat elnyert színész Katharine Hepburn volt: 4 alkalommal kapta meg az Oscar-t, ráadásul mindegyiket főszereplőként. 3 Oscar-díjat kapott Ingrid Bergman, Walter Brennan, Jack Nicholson, Daniel Day-Lewis, Frances McDormand és Meryl Streep.
- A színészek között a legtöbb jelölést Meryl Streep kapta: 21 alkalommal jelölték. Katharine Hepburn, Jack Nicholson 12 jelöléssel, Bette Davis (2 díj) és Laurence Olivier (1 díj) 10 jelöléssel követi.
- A legtöbb sikertelen jelöléssel rendelkező filmek: a Fordulópont (1977) és a Bíborszín (1985) 11 jelölést, a New York bandái (2002), A félszemű (2010), az Amerikai botrány (2013) és Az ír (2019) 10 jelölést, a Kis rókák (1941) és a Peyton Place (1957) 9 jelölést kapott.
- A Grand Hotel (1932) az egyetlen alkotás, mely úgy nyerte el a legjobb filmnek járó elismerést, hogy az Akadémia más kategóriában nem jelölte díjra.
- Összesen öt alkalommal ítélték oda megosztva díjat:
  - 1931/32-ben a legjobb férfi főszereplő kategóriában: Fredric March és Wallace Beery kapta a díjat.[13]
  - 1949-ben a legjobb rövid dokumentumfilm kategóriában A Chance To Live és a So Much for So Little kapta a díjat.
  - 1968-ban a legjobb női főszereplő kategóriában Katharine Hepburn és Barbra Streisand kapta a díjat.
  - 1986-ban a legjobb dokumentumfilm kategóriában a Artie Shaw: Time Is All You've Got és Down and Out in America
  - 1994-ben a legjobb rövidfilmek kategóriában: Franz Kafka's It's a Wonderful Life és a Trevor
- Legidősebb és legfiatalabb díjazott színészek:
  - a legidősebb díjazott Jessica Tandy és Christopher Plummer volt, mindketten 82 évesen vették át a díjat. Előbbi a Miss Daisy sofőrje (1989) című filmért, utóbbi a Kezdők (2010) című filmért.
  - Tatum O’Neal mindössze 10 éves volt, amikor elnyerte a díjat a Paper Moon (1973) című filmben nyújtott alakításáért, mint a legjobb női mellékszereplő.
  - A legidősebb díjra esélyes Christopher Plummer volt, akit 88 évesen A világ összes pénze (2017) című filmben nyújtott alakításáért jelöltek Oscarra.
  - A legfiatalabb díjra esélyes Justin Henry a Kramer kontra Kramer (1979) című mellékszereplője volt, akit 8 évesen jelöltek.
- A legrövidebb Oscar-díjas főszerep: David Niven (1958) mindössze 15 percet és 38 másodpercet szerepelt a Külön asztalok (1958) című filmben, mégis a legjobb férfi főszereplő kategóriában jelölték.[14]
- A legjobb idegen nyelvű film díjára a legtöbb alkalommal Franciaország filmjeit jelölték, 36 alkalommal, a legtöbb díjat, 10-et, Olaszország nyerte (27 jelölésből).
- Visszautasított Oscar-díj: a színészek között csak ketten utasították vissza a díjat. George C. Scott a Patton (1970) című film főszereplője azt állította azért nem veszi át a díjat, mert alakítását nem tartja összemérhetőnek a többi színésszel.[15] Marlon Brando A Keresztapa (1972) díjazottja az indián származású Sacheen Littlefeathert (1946–2022) küldte maga helyett a díjátadóra, az amerikai őslakosokkal szembeni bánásmód elleni tiltakozásul.[16]
- Walt Disney 1939-ban a Hófehérke és a hét törpe című rajzfilmjéért egy nagy és hét kisebb méretű Oscar-díjat kapott.[17]

## Magyar, illetve magyar származású Oscar-díjasok és jelöltek
- William S. Darling (eredeti nevén Sándorházi Vilmos Béla) magyar származású látványtervező három alkalommal nyert díjat: 1933-ban a Kavalkád, 1943-ban a Bernadette dala és 1946-ban az Anna és a sziámi király című filmekért.
- Dave Gould (eredeti nevén Guttman Dezső) táncrendező, koreográfus 1936-ban két alkalommal nyert díjat a Broadway Melody és a Csalj meg, drágám! című filmekért.[18]
- Herczegh Géza 1937-ben a Zola élete című film forgatókönyvírójaként kapta az elismerést.
- Kertész Mihály a 1942-ben bemutatott Casablanca rendezéséért kapott díjat.
- Paul Lukast (eredeti nevén Lukács Pál) az Őrség a Rajnán c. film főszerepéért jutalmazták.
- George Pal (eredeti nevén Marczincsák György Pál) 1944-ben, Adolf Zukor 1949-ben kapott életműdíjat.
- Hajós Károlyt (Karl Hajos) 1944-ben és 1945-ben is jelölték a legjobb eredeti filmzene kategóriájában.
- Rózsa Miklós zeneszerzőként három alkalommal érdemelte ki a szobrocskát (Ben-Hur, Elbűvölve és Kettős élet zenéje miatt).
- Trauner Sándor a Legénylakás, míg Joseph Kish A bolondok hajója látványtervezőjeként kapott díjat.
- Ernest Laszlo (született László Ernő) A bolondok hajója fényképezéséért nyert díjat „fekete-fehér” kategóriában 1965-ben.
- Jankovics Marcell magyar grafikus, rajzfilmrendező egyik művét, a Sisyphus című magyar rajzfilmét, Oscar-díjra jelölték a „legjobb animációs rövidfilm” kategóriában 1975-ben.
- Steven Spielberg a Harmadik típusú találkozások című filmjének fényképezéséért Zsigmond Vilmos nyert díjat 1978-ban.
- A legjobb animációs rövidfilm kategóriájában 1981-ben A Légy című rövidfilm – melyet Rofusz Ferenc rendezett – nyert díjat. Ez volt az első magyar film, mely Oscar-díjat kapott.
- Szabó István Mephisto című filmje 1982-ben a legjobb külföldi film kategóriájában nyert díjat.
- Böszörményi Zsuzsa Egyszer volt, hol nem volt című filmje 1991-ben a legjobb külföldi filmnek járó diák-Oscar-díjat (Student Academy Award) nyerte.
- Nemes Jeles László Saul fia című filmje 2016-ban elnyerte a legjobb idegen nyelvű filmnek járó díjat.
- Kis Hajni Szép alak című kisjátékfilmjét 2016-ban a „legjobb idegen nyelvű narratív film” kategóriában diák-Oscar-díjra jelölték.[19]
- Deák Kristóf és Udvardy Anna[20] Mindenki című filmje  2017-ben elnyerte a legjobb élő szereplős rövidfilmnek járó díjat.[21]
- Freund Ádám Tamás Földiek című kisjátékfilmjét 2017-ben a legjobb narratív film (nemzetközi filmiskolák) kategóriában diák-Oscar-díjra jelölték.[22]
- Enyedi Ildikó Testről és lélekről című filmjét 2017-ben jelölték a legjobb idegen nyelvű film díjára.
- Sipos Zsuzsanna Patrice Vermette filmdíszlettervezővel megosztva nyert 2022-ben díjat a látványtervezés kategóriájában a Dűnében végzett munkájáért.[23]
- Mac Ruth[24] Mark Manginivel, Theo Greenel, Doug Hemphillel, Ron Bartlettel megosztva nyert 2022-ben díjat a legjobb hang kategóriájában a Dűnében végzett munkájáért.[25]
- Mihalek Zsuzsa James Price és Shona Heath díszlettervezőkkel megosztva nyert 2024-ben díjat látványtervezés kategóriában a Szegény párákban végzett munkájáért.[26]